# Blauer Schleimfuß
Der Blaue Schleimfuß (Cortinarius salor) ist ein Blätterpilz aus der Familie der Schleierlingsverwandten (Cortinariaceae). Der mittelgroße Schleierling hat einen schleimigen Hut und einen ebenso schleimigen Stiel. Sowohl Hut als auch Stiel sind in der Jugend tiefviolett gefärbt. Außerdem zeichnet er sich durch sein mild schmeckendes Fleisch, den relativ schmalen, zylindrischen und schwach gegürtelten Stiel und seine fast kugeligen Sporen aus. Der seltene Mykorrhizapilz wächst meist in Laubwäldern auf kalkreichen Böden. Die Fruchtkörper erscheinen überwiegend von August bis Oktober. Der Schleierling wird von einigen Autoren als bedingt essbar angesehen, meist jedoch als ungenießbar bezeichnet.

## Merkmale

### Makroskopische Merkmale

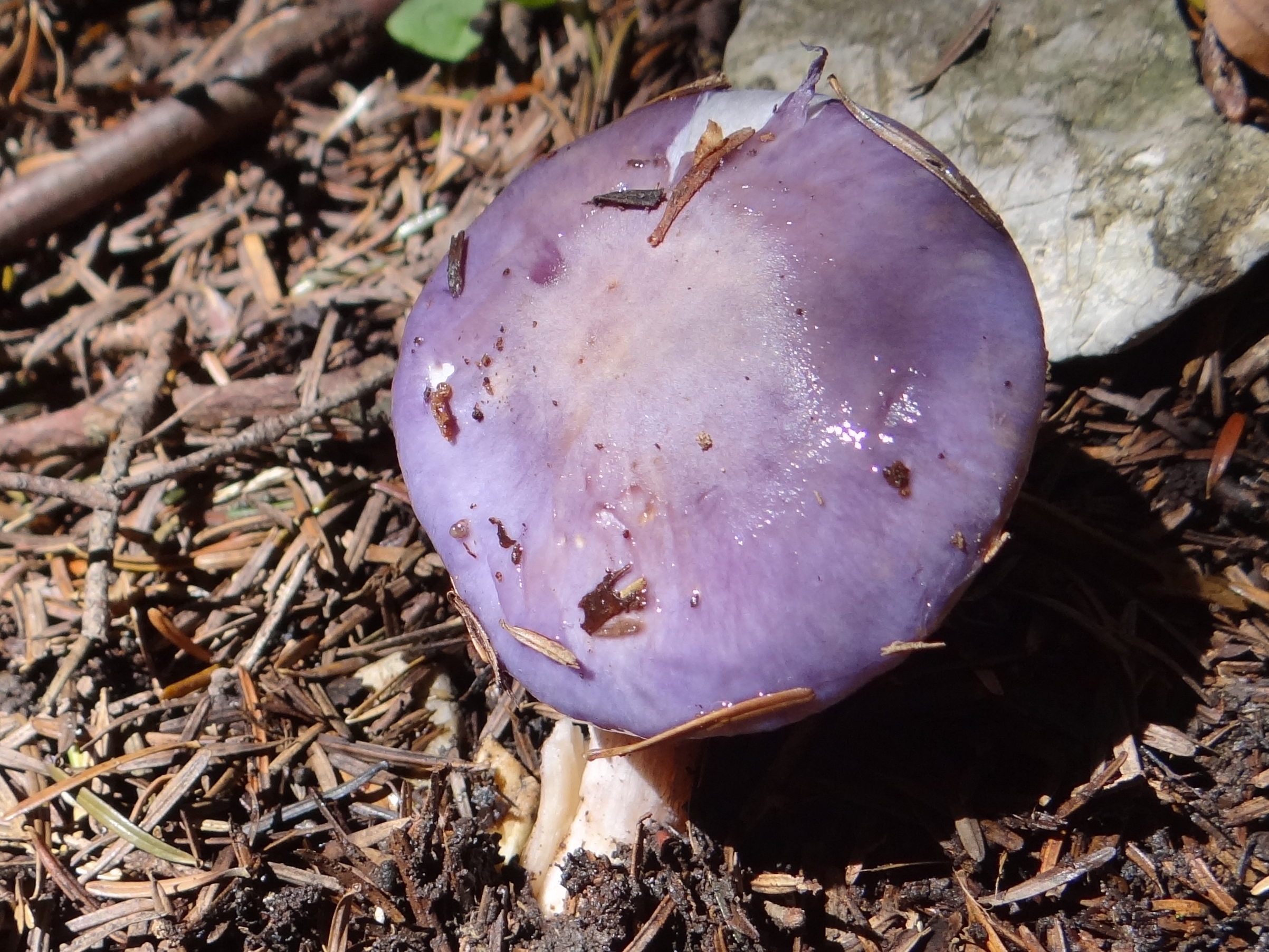
Die glänzend-schleimige Hutoberfläche des Blauen Schleimfußes

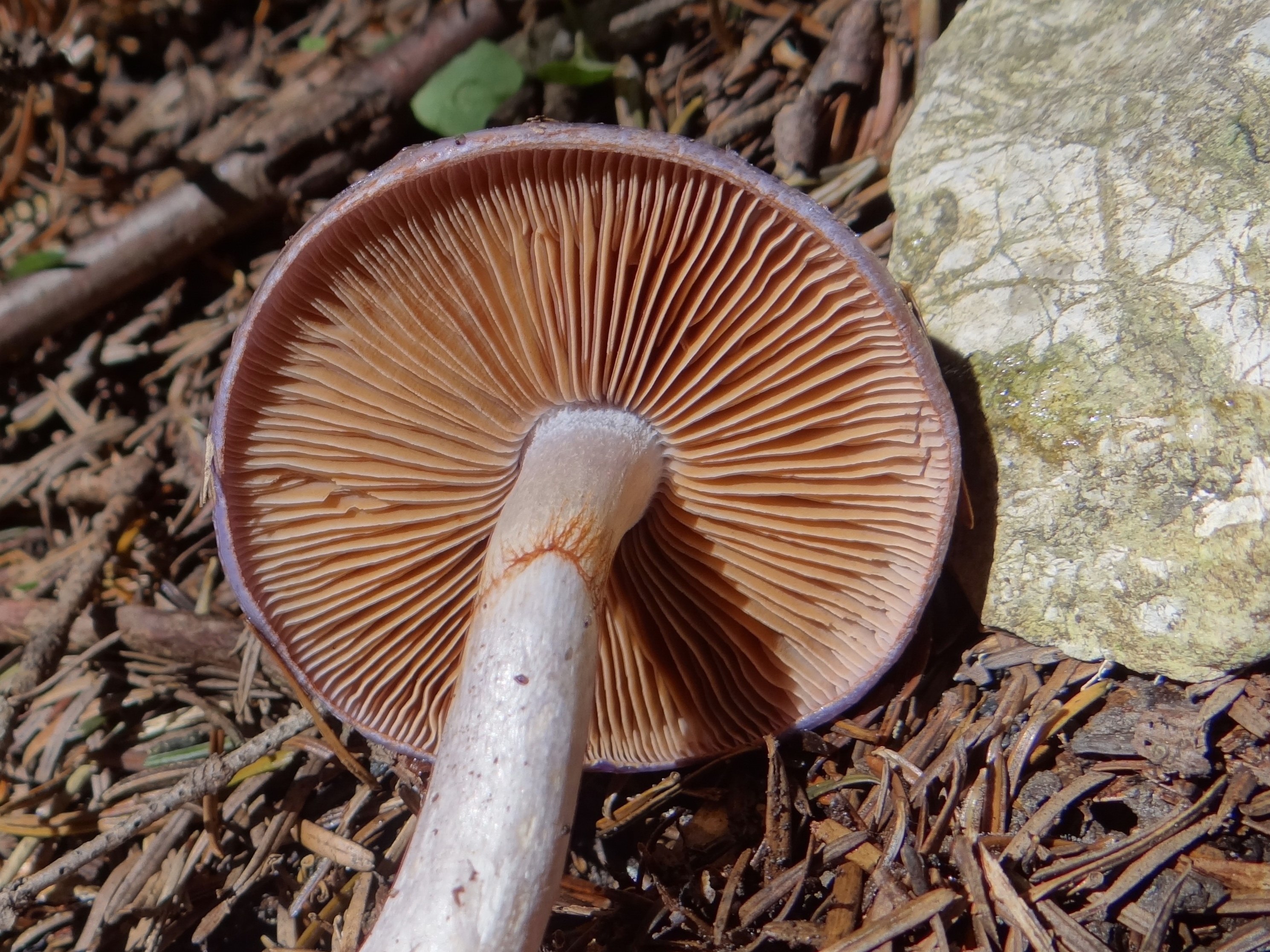
Blick auf die Lamellen und den vom Sporenpulver rostbraun gefärbten Schleierresten am Stiel

Der Hut ist 4–9 (10) cm breit, jung halbkugelig oder glockig, später gewölbt, dann flach ausgebreitet und oft stumpf gebuckelt. Die Oberfläche ist stark schleimig und jung auffallend blauviolett gefärbt. Später blasst sie vom Scheitel her ockergelb bis ockerbräunlich aus.
Die recht dicht stehenden Lamellen sind schwach ausgebuchtet am Stiel angewachsen. Sie sind anfangs violettblau und werden später durch das rostbraune Sporenpulver graubraun bis rostbräunlich.
Der mehr oder weniger zylindrische Stiel ist 5–12 cm lang und 0,5–1,5 cm breit. Er ist klebrig-glänzend oder schleimig (besonders unterhalb der Velumzone) und anfangs ähnlich wie der Hut gefärbt, aber blasser. Später ist er mehr oder weniger weißlich. Das Velum ist lilablau und später grau-olivgelb. Der Stiel ist oft durch die vom Sporenstaub gefärbte Velumzone schwach gegürtelt. Die Stielbasis ist keulig und kann bis zu 3 cm dick sein.
Das Fleisch ist weißlich, später cremefarben bis graubräunlich und hat einen schwachen Blauton. In der Stielspitze ist es anfangs bläulich. Der Geruch und Geschmack des Fleisches sind unauffällig.

### Mikroskopische Merkmale
Die fast kugeligen und warzigen Sporen messen 7–9 × 6–8 (8,5) µm.

## Artabgrenzung
Charakteristische Kennzeichen sind die blauviolette Hut- und Lamellenfarbe junger Fruchtkörper, die fast kugeligen Sporen und das mild schmeckende Fleisch.
Recht ähnlich kann der Safranblaue Schleimfuß (Thaxterogaster croceocoeruleus) sein, der aber bitter schmeckt und elliptische bis mandelförmige Sporen besitzt.

## Verbreitung

Europäische Länder mit Fundnachweisen des Blauen Schleimfußes.
Legende:
Länder mit Fundmeldungen
Länder ohne Nachweise
keine Daten
außereuropäische Länder

Der Pilz kommt in Nordamerika (USA), Asien (Japan, Nordkorea, Südkorea) und Europa vor. Er ist in fast ganz Europa verbreitet, nur von der Balkanhalbinsel gibt es bisher keine Nachweise. Insgesamt ist der Schleimfuß ziemlich selten. Im Süden reicht sein Verbreitungsgebiet von Spanien über Italien bis in die Ukraine. Der Schleierling kommt in ganz Fennoskandinavien vor und wurde auch auf Island nachgewiesen. Im Norden reicht sein Verbreitungsgebiet bis über den 65. Breitengrad hinaus, in Schweden vereinzelt sogar bis zum 67. Breitengrad. In Großbritannien ist der Schleimfuß selten und wurde bisher nur vereinzelt in England nachgewiesen. Auch in den Niederlanden fehlt er. In den Alpenländern Schweiz, Liechtenstein und Österreich ist er recht häufig bis häufig anzutreffen. In Deutschland kommt er überwiegend in Bayern und Baden-Württemberg vor. In den nördlichen und östlichen Bundesländern ist er selten oder fehlt ganz. Der höchste Fundort in der Schweiz liegt auf 2050 m NN, in Österreich wurde er auf über 1900 m Meereshöhe noch nachgewiesen.

## Ökologie
Die Fruchtkörper erscheinen gesellig von August bis Oktober, vereinzelt auch früher oder später. Der Schleimfuß wächst sowohl in Laub- als auch in Mischwäldern. Besonders häufig findet man ihn an grasigen oder krautreichen Stellen unter Rotbuchen und Fichten. Er kommt aber auch bei Eichen, Birken und Tannen vor. Er bevorzugt Kalkböden (23 % der in Österreich nachgewiesenen Arten wuchsen auf Kalkböden knapp 15 % auf Silikatböden). In der Schweiz ist der Schleierling besonders im Jura und der Alpennordflanke verbreitet (beides Kalkgebiete).

## Systematik
Der Blaue Schleimfuß wurde erstmals 1838 durch Elias M. Fries in seinem Werk Epicrisis systematis mycologici als Cortinarius salor beschrieben. Der Schleimfuß steht in der Sektion Delibuti, die früher zur Untergattung Myxacium gezählt wurde. Die Vertreter der Sektion zeichnen sich durch einen glatten, unterhalb der Velumzone schleimig bis klebrigen Stiel, fast kugelige bis breit ovale Sporen und einen milden Geschmack aus.
Phylogenetische Untersuchungen zeigten, dass Arten der Sektion Delibuti vermutlich nahe mit Arten der Sektion Camphorati verwandt sind, die innerhalb der Untergattung Cortinarius subgen. Camphorati stehen. Deshalb zählt auch Cortinarius salor vermutlich zu dieser Untergattung, auch wenn der Stammbaum ohne Unterstützung erstellt wurde und weitere Forschungen diese Einordnung noch bestätigen müssen (Stand 2022).

## Bedeutung
Trotz seines milden Geschmacks gilt der Schleimfuß als ungenießbar.